# 克里斯·普龙杰
克里斯·普龙杰（英語：Chris Pronger，1974年10月10日—），加拿大男子冰球运动员。他曾代表加拿大国家队参加1998年、2002年、2006年和2010年冬季奥林匹克运动会冰球比赛，获得二枚金牌。